# Dubrave Gornje
Dubrave Gornje (en cyrillique : Дубраве Горње) est une localité de Bosnie-Herzégovine. Elle est située dans la municipalité de Živinice, dans le canton de Tuzla et dans la fédération de Bosnie-et-Herzégovine. Selon les premiers résultats du recensement bosnien de 2013, elle compte 3 508 habitants.

## Géographie
Le village est situé au nord-est de Živinice, à la confluence de la Krivača et de la Spreča (un affluent de la Bosna). 

## Démographie

### Évolution historique de la population dans la localité
| 1948 | 1953 | 1961  | 1971  | 1981  | 1991  | 2013  |
| ---- | ---- | ----- | ----- | ----- | ----- | ----- |
| -    | -    | 2 430 | 3 187 | 3 614 | 3 710 | 3 508 |

|  |